# Laura Betti
Laura Betti, született Laura Trombetti (Casalecchio di Reno, Bologna, 1927. május 1. – Róma, 2004. július 31.) olasz színésznő és énekesnő.
Az 1950-es években énekesnőként tűnt fel az olasz kulturális életben, és színpadi színésznőként is dolgozott. Az 1960-as évektől pályáján a filmet részesítette előnyben. Az olasz és a nemzetközi filmvilág számos kiváló képviselőjével dolgozott együtt. Legendásan szoros barátság fűzte Pier Paolo Pasolinihez: a rendező brutális meggyilkolása után aktív részt vállalt életműve gondozásában, egy időben a Pasolini Alapítvány elnöki tisztségét is betöltötte.

## Pályafutása

### Énekesnő és színpadi színésznő
A jellegzetes orgánumú Laura Bettiről egy időben azt pletykálták, hogy édesanyja a Duce szeretője volt, és Laura ennek a kapcsolatnak a gyümölcse. Születési adatai ellentmondásosak: sokáig 1934. május 1-je szerepelt több lexikonban és weboldalon, halála után azonban számos netes forrás (köztük az Internet Movie Database is) 1927. május 1-jét adta meg születése dátumának. Művészi pályafutása az '50-es években kezdődött: kabarékban lépett fel – elsősorban Walter Chiari produkcióiban –, és dzsesszt énekelt. Énekesnői pályája során a Laura Sarno nevet használta. 1960-ban közös lemezt készített Piero Umiliani zenekarával. Tehetségére hamarosan az olasz kulturális élet legnagyobb alakjai figyeltek fel, és olyan művészek írtak neki dalszövegeket, mint Alberto Moravia, Italo Calvino, Dino Buzzati, Giorgio Bassani, Ennio Flaiano és Pier Paolo Pasolini, akivel az Olasz Kommunista Párton keresztül ismerkedett meg. (Az éneklést egyébként soha nem adta fel, de a '60-as évektől filmszínésznői karrierjére helyezte a hangsúlyt.) Drámai színésznőként Luchino Visconti rendezésében debütált a színpadon Arthur Miller A salemi boszorkányok című drámájában. Színpadi szerepei közül Pierre Corneille Cid, Bertolt Brecht – Kurt Weill A hét főbűn és Hans Fallada Mi lesz veled, emberke? című darabjaiban nyújtott alakításai voltak különösen emlékezetesek.

### Filmszínésznő
Federico Fellini klasszikusában, az annak idején zajos feltűnést keltett Édes életben kapta első filmszerepét: egy fiatal lányt játszott, akit a villabeli jelenetben a főszereplő Marcello Rubini (Marcello Mastroianni) otromba módon kigúnyol. Ugyancsak 1960-ban Roberto Rossellini is szerepeltette a Rómában éjszaka volt című filmjében. Pier Paolo Pasolini irányítása alatt eleinte kisebb szerepeket játszott: a sztárt A túró című botrányt okozott szkeccsfilmben, turistát A Holdról látott Földben, Desdemonát a Mik a felhők?-ben (utóbbi kettő szintén szkeccsfilm), valamint Iokaszté cselédjét az Oidipusz királyban. A világhírnevet Pasolini újabb botrányfilmje, a Teoréma hozta meg számára. Ebben Emíliát, a cselédet alakította, akinek életét döntően megváltoztatja munkaadóinak titokzatos látogatójával való kapcsolata. A Betti által játszott szereplő szinte meg se szólal az egyébként is kevés dialógust tartalmazó filmben, a színésznő azonban szavak nélkül is érzékeltetni tudta a szereplőben végbemenő fontos változásokat. Alakítását az 1968-as Velencei Nemzetközi Filmfesztiválon a legjobb színésznőnek járó Volpi-kupával ismerték el. Merőben más jellegű szerep volt az egyik férje temetéséről a következővel való házasságra igyekvő bathi asszonyság figurája Pasolini 1972-ben bemutatott Canterbury mesék című alkotásában. A két Pasolini-film között érdekes műfajváltásként az olasz horror egyik specialistájaként ismert Mario Bava két munkájában is szerepet vállalt: A hentesbárd, A vér öble. Pasolinivel szinte egy időben kezdte rendezői pályáját Marco Bellocchio, aki ugyancsak Emilia-Romagna tartományban született, akárcsak Betti. Az atya nevében című drámájában az egyik főhős anyjának szerepét bízta Bettire, míg a szenzációhajhász sajtót bíráló Tedd a szörnyet a címlapra! című alkotásában a női főszerepet osztotta rá. Nem túl szerencsésen indult Laura munkakapcsolata a Pasolini-tanítványnak számító Bernardo Bertoluccival: az Utolsó tangó Párizsban című hírhedt filmből ugyanis a rendező kivágta Betti jeleneteit. A Huszadik század című nagy nemzetközi sikert aratott történelmi tablóban viszont rábízta a csúnyácska, kövér, komplexusai elől a fasizmusban menedéket találó, aberrált Regina megformálását. Betti később aprócska szerepet vállalt a rendező ellentmondásos drámájában, A Holdban is. A Taviani-fivérek nálunk is játszott Allonsanfan című történelmi drámája ugyancsak fontos állomás volt Betti pályáján, akárcsak Jancsó Miklós nagy vihart kavart olasz–jugoszláv koprodukciója, a Magánbűnök, közerkölcsök. Ebben a dajka szerepét játszotta, aki az egyik vitatott jelenetben a kezével elégíti ki a Balázsovits Lajos megformálta trónörököst. Bár Laurát emberileg rendkívül megviselte barátjának, Pasolininak brutális halála, mégis talán ő volt az egyetlen a művész legbelsőbb köreiből, akinek színészi karrierje semmilyen törést nem szenvedett a tragédia miatt. A közönségfilmek megbízható színvonalon dolgozó francia iparosa, Jacques Deray két filmre is meghívta (Pierrot bandája; Pillangó a vállamon), de dolgozott Mario Monicelli, Mauro Bolognini és Ettore Scola irányítása alatt is. Főleg Scola filmje, A postakocsi jelentős, amely az idős Casanova életének egyik epizódját dolgozta fel. Gianni Amelio A kis Arkhimédész című 1979-es filmjében nyújtott alakításáért az olasz filmkritikusok Ezüst Szalag díját kapta. Az 1980-as években szintén nagy nevekkel dolgozott együtt (Walerian Borowczyk, Daniel Schmid, Agnès Varda, Carlo Lizzani és mások), de szívesen vállalt feladatokat fiatal rendezők ígéretes munkáiban is. Kiemelkedő közönségsikere volt mint Carlotta, az excentrikus opera-énekesnő a Tarts vissza… vagy valami szerencsétlenséget csinálok! című 1984-es vígjátékban, Jerry Lewis partnereként. Az 1990-es években is töretlen volt a pályája, s még akkor sem riadt vissza a provokatív filmekben való szereplésektől: Aurelio Grimaldi A lázadó nő (1993) és Catherine Breillat A nővéremnek! (2001) című alkotásai említhetők itt. A Háromkirályok című 1996-os film a Pasolini-klán utolsó találkozása volt a mozivásznon: az alapötlet a meggyilkolt művész Porno-Teo-Kolossal című filmtervéből származik. A rendezést Pasolini régi munkatársa, Sergio Citti vállalta, a főbb szerepeket pedig leghűségesebb barátai – Betti mellett Ninetto Davoli és Franco Citti – játszották. Laura Betti 2004-ben, egy műtétet követő szívrohamban hunyt el.

### Teta veleta
A színésznő 1979-ben önéletrajzi könyvet írt Teta veleta címmel, amely kisebb kultúrbotrányt okozott Olaszországban. Ebben nyíltan beszélt szexuális életéről, nem tagadva leszbikus hajlamait sem. Egyesek szerint élete regényeként nevéhez és munkásságához méltatlan fércművet jelentetett meg, mások úgy vélték, hogy a könyvben provokáló, szellemes körképet adott az olasz értelmiségről. A különös cím egyébként Pasolinitől származik: a rendező így nevezte saját gyermekkori szexuális vonzalmát, amelyet „egyaránt kiváltott belőle labdázó társainak térdhajlata vagy anyjának keble.” (Erről a rendező az Eretnek empirizmus című 1972-es kötete 72. oldalán írt.)

## Filmjei

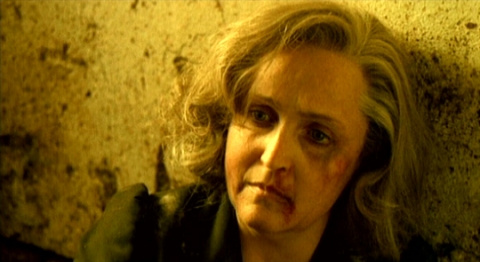
Regina szerepében a Huszadik század című filmben

- 2005: Raul – A gyilkolás joga (Raul – Diritto di uccidere)
- 2003: Háztartási könyv (Il quaderno della spesa)
- 2003: La felicità non costa niente
- 2002: Il diario di Matilde Manzoni
- 2002: Gli Astronomi
- 2002: Fratella e sorello
- 2001: A nővéremnek! (À ma soeur!)
- 1999: L’amore era una cosa meravigliosa
- 1999: E insieme vivremo tutte le stagioni
- 1997: Un air si pur…
- 1997: Marianna Ucrìa
- 1996: Három vándor királyok (I magi randagi)
- 1995: Hétköznapi hősök (Un Eroe borghese)
- 1994: Csukott szemmel (Con gli occhi chiusi)
- 1993: Mario, Maria és Mario (Mario, Maria e Mario)
- 1993: A nagy görögdinnye[forrás?] (Il grande cocomero)
- 1993: A lázadó nő[forrás?] (La ribelle)
- 1991: Caldo soffocante
- 1990: Gáláns dámák (Dames galantes)
- 1990: Menekülés (Courage Mountain)
- 1990: Le champignon des Carpathes
- 1990: Segno di fuoco
- 1989: A kék rózsák[forrás?] (Le rose blu)
- 1988: I Cammelli
- 1987: Jenatsch
- 1987: Caramelle da uno sconosciuto
- 1987: Jane B. par Agnès V.
- 1987: Noyade interdite
- 1986: Corps et biens
- 1985: Mamma Ebe
- 1985: A Paradicsom összes bűne[forrás?] (Tutta colpa del paradiso)
- 1984: Osztályviszonyok[forrás?] (Klassenverhältnisse)
- 1984: Tarts vissza… vagy valami szerencsétlenséget csinálok! (Retenez-moi… ou je fais un malheur!)
- 1983: A szerelem művészete (Ars amandi)
- 1983: La fuite en avant
- 1982: Venise en hiver (tévéfilm)
- 1982: A postakocsi (La nuit de Varennes)
- 1982: Távol Manhattantől (Loin de Manhattan)
- 1982: Viaggio a Goldonia (tévésorozat)
- 1981: A pármai kolostor (La certosa di Parma) (tévésorozat)
- 1981: Le Ali della colomba
- 1979: A Hold (La luna) (nincs feltüntetve a stáblistán)
- 1979: Utazás Anitával (Viaggio con Anita)
- 1979: A kis Arkhimédész (Il piccolo Archimede)
- 1978: The Word (tévésorozat)
- 1978: Lepke a vállon (Un papillon sur l’épaule)
- 1978: Effetti speciali (tévéfilm)
- 1977: La nuit, tous les chats sont gris
- 1977: Pierrot bandája (Le Gang)
- 1977: Sirály (Il gabbiano, tévéfilm)
- 1976: Huszadik század (Novecento / 1900)
- 1976: Magánbűnök, közerkölcsök (Vizi privati, pubbliche virtù)
- 1975: Salò, avagy Szodoma 120 napja (Salò o le 120 giornate di Sodoma) (csak szinkronhang)
- 1975: L’ultimo giorno di scuola prima delle vacanze di Natale
- 1974: A piros csizmás lány[forrás?] (La femme aux bottes rouges)
- 1974: La cugina
- 1974: L’eroe  (tévéfilm)
- 1974: Fatti di gente per bene
- 1973: A visszatérés (Ritorno, tévéfilm)
- 1973: Allonsanfan
- 1973: Sepolta viva
- 1972: Tedd a szörnyet a címlapra! (Sbatti il mostro in prima pagina)
- 1972: Utolsó tangó Párizsban (Ultimo tango a Parigi) (jeleneteit kivágták)
- 1972: Az atya nevében (Nel nome del padre)
- 1972: J. and S. – storia criminale del far west
- 1972: Canterbury mesék (I racconti di Canterbury)
- 1971: A vér öble (Ecologia del delitto)
- 1970: A férfi, akit Sledge-nek hívtak (A Man Called Sledge)
- 1970: Hentesbárd (Il rosso segno della follia)
- 1970: Paulina elmegy (Paulina s’en va)
- 1969: Disznóól (Porcile) (csak szinkronhang)
- 1968: Teoréma (Teorema)
- 1968: Szeszély olasz módra (Capriccio all'italiana: a Mik a felhők? című epizódban)
- 1968: Fermate il mondo… voglio scendere
- 1967: Oidipusz király (Edipo re)
- 1967: A boszorkányok (Le Streghe:  A Holdról látott Föld című epizódban)
- 1963: Agymosás (Ro.Go.Pa.G.) (A túró című epizódban)
- 1960: Rómában éjszaka volt (Era notte a Roma)
- 1960: Labbra rosse
- 1960: Az édes élet (La dolce vita)

## Díjak és jelölések
Volpi-kupa
- 1968: díj – Teoréma (legjobb színésznő)

Ezüst Szalag díj
- 1979: díj – A kis Arkhimédész (legjobb színésznő)

San Sebastián-i Nemzetközi Filmfesztivál
- 2003: jelölés – La Felicità non costa niente; Il Diario di Matilde Manzoni (legjobb női mellékszereplő)